# Nobuo Kishi

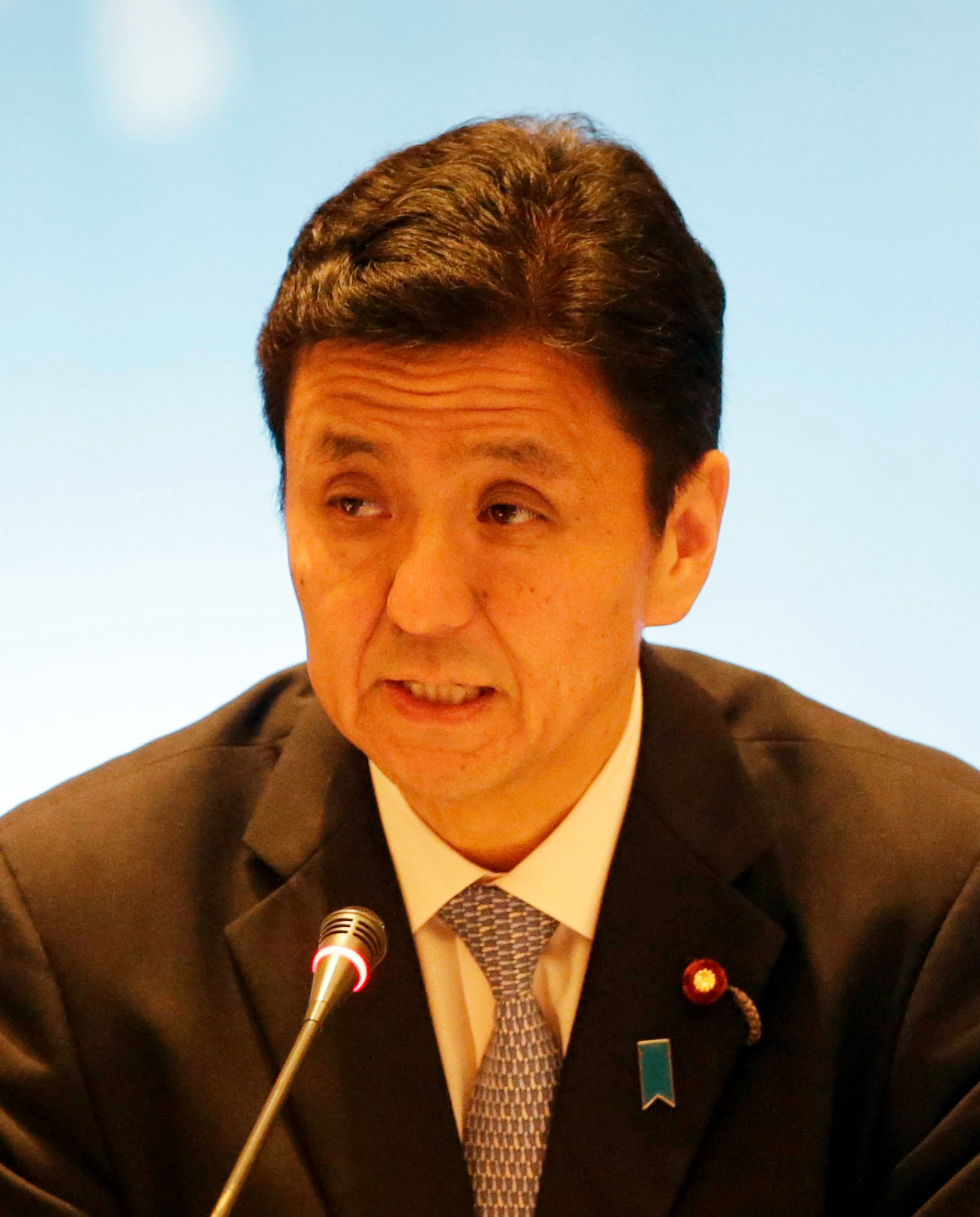
Nobuo Kishi (2014)

Nobuo Kishi (jap. 岸 信夫 Kishi Nobuo; * 1. April 1959 in der Präfektur Tokio als Nobuo Abe (安倍 信夫 Abe Nobuo); gemeldet in Tabuse, Präfektur Yamaguchi) ist ein japanischer Politiker der Liberaldemokratischen Partei (Abe-Faktion) und war von 2012 bis 2023 Abgeordneter im Shūgiin, dem Unterhaus des japanischen Parlaments, für den 2. Wahlkreis Yamaguchi, davor seit 2004 für Yamaguchi im Sangiin, dem Oberhaus des Nationalparlaments. Von 2020 bis 2022 war er Verteidigungsminister.

## Leben
Nobuo Abe, der Sohn von Shintarō Abe und Yoko Abe (geb. Kishi), Bruder von Shinzō Abe und Enkel von Nobusuke Kishi und Kan Abe, wurde als Kleinkind von seinem kinderlosen Onkel mütterlicherseits adoptiert. Er studierte an der wirtschaftswissenschaftlichen Fakultät der Keiō-Universität und wurde nach seinem Abschluss 1981 Angestellter von Sumitomo Shōji, wo er unter anderem in den Vereinigten Staaten, Vietnam und Australien eingesetzt wurde. 2002 verließ er das Unternehmen.
Bei der Sangiin-Wahl 2004 kandidierte Kishi in Yamaguchi um die Nachfolge von Masuo Matsuoka, an den die Liberaldemokraten den Sitz 1998 erstmals seit 1956 verloren hatten. Unterstützt wurde er von seinem Bruder, der damals Generalsekretär der LDP war. Kishi konnte die ehemalige Vizegouverneurin von Yamaguchi, die Demokratin Hiroko Ōizumi, mit 365 zu 311 Tausend Stimmen und drei weitere Kandidaten schlagen. 2010 wurde er mit einem deutlichen Ergebnis gegen den Schauspieler Daijirō Harada für weitere sechs Jahre wiedergewählt. Im Sangiin war Kishi unter anderem Mitglied des Auswärtigen und Verteidigungsausschusses und des Rechnungsausschusses. Von 2008 bis 2009 war er während der Kabinette Fukuda und Asō parlamentarischer Staatssekretär im Verteidigungsministerium, von 2013 bis 2014 und erneut von 2016 bis 2017 (zweites und umgebildetes drittes Kabinett Abe) „Vizeminister“ im Außenministerium.
Für die Shūgiin-Wahl 2012 legte Kishi sein Mandat im Sangiin nieder; im 2. Wahlkreis Yamaguchi kandidierte er gegen den Demokraten Hideo Hiraoka und setzte sich klar durch. Bis einschließlich 2021 wurde er dort seitdem dreimal mit sicheren Mehrheiten wiedergewählt. Kishi hat enge Kontakte zu Politikern Taiwans, speziell die Kreise um Tsai Ing-wen.
Im Kabinett Suga wurde Kishi, der über die Jahre eine Position militärischer Stärke befürwortet hat, 2020 zum Verteidigungsminister berufen. Er befürwortet die Abschaffung des pazifistischen Artikels 9 der japanischen Verfassung. Auch im ersten und zweiten Kabinett Kishida war er weiter Verteidigungsminister. Er wurde 2022 von Yasukazu Hamada abgelöst.
Im Februar 2023 trat Kishi aus gesundheitlichen Gründen als Abgeordneter zurück. Die resultierende Nachwahl in Yamaguchi 2 im April gewann sein Sohn Nobuchiyo.